# Ljusne distrikt
Ljusne distrikt är ett distrikt i Söderhamns kommun och Gävleborgs län. Distriktet ligger omkring Ljusne i sydöstra Hälsingland. 

## Tidigare administrativ tillhörighet
Distriktet inrättades 2016 och utgörs av en del av Söderala socken i Söderhamns kommun.
Området motsvarar den omfattning Ljusne församling hade 1999/2000 och fick 1917 efter utbrytning ur Söderala församling.

## Tätorter och småorter
I Ljusne distrikt finns två tätorter men inga småorter.

### Tätorter
- Ljusne
- Vallvik